# إداب لحسن
ومعناها: أبناء أبي الحسن

## التشكل
ترجع نشأة الحسنيين أو إدابلحسن إلى القرن التاسع الهجري عندما اجتمع في فترات متلاحقة ثماني وحدات أسرية يشترك جميعها في حيازة الشرف وصيانة الدين والقيم في تجمع متحد متماسك استقر حقبا طويلة عند أو في جوار بلدة المسومية (تندابدهس).

يتكون إدابلحسن من سبعة بطون، أربعة منهم تنتمي إلى أبي الحسن بن سيدي يحيى (تنواجيو)، وواحد إلى يحيى الكبير القلقمي، واثنان إلى عبد القادر الجيلاني، فتشكلت من ذلك سبعة بطون هي المعروفة اليوم، وقد كان معهم عدد من الأسر التي ترتبط بهم عن طريق الخؤولة والمصاهرات ولا يجمعهم معها النسب الشريف، فاندمجوا في هذه البطون دون أن يشكلوا بطونا مستقلة بهم.

## النسب
ومن الذين كتبوا عن صحة حيازة الحسنيين للنسب الشريف العلامة محمد مبارك اللمتوني (1290) الذي يقول في منظومة لأنساب أهل المنطقة بعد أن عد مجموعة من القبائل تنتمي لالأدارسة: 

ومنهم «إيد ـ قبيل ـ بالحسن» *** أفصح خلق الله في هذا الزمن

وكذلك حقق هذه النسبة للأدارسة العلامة الورع النبه محمد محمود التندغي مفتي المالكية في مكة المكرمة قبل وصول آل سعود، الذي كانت له خؤولة في هذه القبيلة وذكر أن أهله كانوا يعدون ذلك رحما بينهم وبين رسول الله صـلى الله عليه وسلم

والعلامة والد بن خالنا الديماني (1212هـ) في كتابه الأنساب، والشيخ سيد محمد بن الشيخ أحمد بن سليمان الديماني في رسالته في الأنساب، والمؤرخ سيداتي بن العربي الأبيري ، والعلامة المؤرخ النسابة المختار بن حامد الديماني (ت 1404هـ) الذي عدها في زمرة الشرفاء الأدارسة، وقد ألف العلامة المعاصر محنض بابه بن امين منظومة في أنساب قبيلتي تنواجيو وإدابلحسن (أبناء عمومتهم) أكد فيها صحة شرفهم، وذكر أن ممن صحح هذا النسب العلامة سيد عبد الله بن الحاج إبراهيم العلوي (ت1233هـ) والعلامة أحمد بن حبت الغلاوي، والعلامة حرمة بن عبد الجليل العلوي (ت1243هـ)، والعلامة يحظيه بن عبد الودود، حيث يقول:

وهكذا بنو أبي المختار *** عم بني يوسف الأخيار

ومن بني يوسف دون مريه *** أبنا محمد بن أحمذيه

ويقول عنهم الشاعر الأديب سيد محمد ولد باديه المجلسي (ت1399هـ)

أيا بني حسن الحق أنكم *** تنمون للحسن بن البضعة الحسن

وما أتت أفعل التفضيل من حسن *** إلا وفاعلها منكم بني حسن

ومن أبناء القبيلة نسابون وموثقون كلهم فتشوا أصول هذه النسبة وأكدوا صحتها كما في وثائق أتفغ الحمدْ ق11هـ، وأتفغ يحيى ق10، والحاج عبد الله ولد بوالمختار (ق11) وشيخ الشيوخ الفاضل بن أبي الفاضل المعروف بـ: الفالِّ (ق11)، ومن أمثال سيد عبد الله بن أحمد دام الحسني البنعمري (ت1264هـ) وحامدن بن آمزغزن الحسني الأعمري (ت1351هـ) والشيخ محمد الأمين بن فال الخير الأعمري (ت1351هـ) ومحمد فال بن عينين الأعمري (ت1356هـ) والعلامة النسابة أحمد محمود بن يداد الأعمري (ت1381هـ) 
وقد تغنى أبناء القبيلة بهذه النسبة واعتزوا بها، يقول سيد عبد الله بن أحمد دام البنعمري مخاطبا وفدا منهم زاره في مهمة:

سقى الوفد وفد الهاشميين ربنا روايا حيا تأتي بهن جنوب

ولاقى سلاما أينما اعتسف النوى به كل موار الملاح خبوب

بني فاطمَ الزهرا نرى لوجوههم طلوع شموس ما لهن غروب
ويقول محمذ بن السالم الحسني البنعمري (ت1307هـ) مستدلا على انتمائه لهذا القبيل بفصاحته: 

مصداق أني كريم العيص منتسب إلى قريش بيوت العز والجدل

نسجي القريض وإحكامي قوافيه ولا أميز بين العطف والبدل	

ويقول الشاعر محمد فال ولد عينين الحسني الأعمري (ت1356هـ):

إنا بني حسن دلت فصاحتنا أنا إلى العرب العرباء ننتسب

إن لم تقم بينات أننا عرب ففي اللسان بيان أننا عرب

لا سيما أننا أبناء فاطمة بنت الرسول الذي نيلت به القرب

ننمى إليها ولم نعلم لذا ريبا ولم يزل عندنا في الكتب يكتتب

ولم يزل خلف يرويه عن سلف وبالتواتر قدما يثبت النسب

وكوننا ننتمي كلا إلى رجل فرد هو الحق لم تعلم لذا ريب

## في الثقافة الشنقيطية
لقد ظلت قبيلة الحسنيين منذ فجر أيامها معلما من معالم الثقافة الشنقيطية، ورائدا من صناع الحضارة الإسلامية في ربوعها، فلقد كان من أبنائها الأوائل آباء للثقافة الشنقيطية تنتهي بهم سلاسل إجازات عدد من متون العلم المقررة في المحظرة إذ كان هؤلاء الرجال حلقة وصل بين الشناقطة ومنازل الثقافة الإسلامية الأخرى، فمثلا سلسلة إجازات كتب الحديث الستة ومختصر خليل بن إسحاق في الفقه المالكي غالبا ما تنتهي بشيخ الشيوخ الحسني الفاضلي (ت1066هـ) الذي أخذ هذه المتون بمصر عن شيخه علي الأجهوري.

وكذلك فإن إضاءة الدجنة في اعتقاد أهل السنة لأحمد المقري أغلب أسانيدها عن طريق الحاج عبد الله بن أبي المختار محمد بن أحمد بن عيسى الحسني المختاري (ت ق11هـ) الذي كان أول من أدخلها إلى هذه البلاد، وكان قد أخذها عن أبي مهدي مفتي الحرمين الشريفين آنذاك.
ولهذين العالمين الفضل في إثراء المكتبة الشنقيطية بكثير من نفائس الكتب، حيث تذكر المصادر التاريخية أن الحاج عبد الله بن أبي المختار أدخل إلى البلاد أكثر من أربعمائة كتاب. 

وكذلك الشيخ يحيى بن أبي سيد أحمد المتعلق بالله (توفي في النصف الثاني من ق11هـ)، وقد أتى بعلوم النحو البصري، رواية عن الأشموني، ونقلها عنه عدد كبير من العلماء من بينهم رجال قدموا معه من صعيد مصر يسمون مُودْيَاتْ (مود مالك، مود ان الله، ديجْ امْباَبََا)، وقد بثوا علمه في المنطقة، ومن أبرز من أخذ عليهم وعلى أبنائهم وطلابهم محمد اليدَالي الديماني.

أضف إلى هؤلاء الحاج أحمد بن الفاضل بن أبي أجود عبد الله بن أحمد بن يوسف الحسني (ت1250هـ) الذي أدى مناسك الحج وشاط في المشرق العربي مربيا ومعلما، وتزوج بامرأة مصرية أنجبت له ابنه سيد محمد (ت1280هـ) ثم عاد إلى البلاد بأكثر من ثلاثمائة كتاب نفيس، والتحق به ابنه مصطحبا معه كتبا كثيرة، وقد أشاد محمد محمود بن أحمذي (ت1404هـ) بجهوده العلمية منوها على وجه الخصوص بإسهامه في إثراء المكتبة فقال:

من جَدُّهم حاول العلياء مرتقيا حتى إذا حج بيت الله جل علا

أهدى لنا العلم محمولا خزائنه والعلم أفضل محمول لنا حملا

وما برحت هذه القبيلة تحظى بنصيب وافر من روافد العطاء الثقافي، فكانت منبعا ثرا يرتوي من معينه طلاب العلوم، ويصدر عنه فطاحلة العلماء ومصاقع الشعراء، ولعل في محاظرها العتيدة شاهدا على ذلك، هذه المحاضر التي نذكر منها على وجه التمثيل:
- محظرة شيخ الشيوخ الفاضل بن أبي الفاضل الحسني الفاضلي (ت1066هـ)
- محظرة الحاج عبد الله بن أبي المختار الحسني المختاري (ق1102هـ)
- محظرة محمذ ولد عبد الرحمن الحسني البنعمري (ق12هـ)
- محظرة الحاج أحمد بن الفاضل بن أبي أجود الحسني اليوسفي (ت مطلع 12 هـ)
- محظرة الشيخ محمد بن حنبل الحسني الأعمري (ت1302هـ)
- محظرة حبيب الله بن الأمين بن الحاج
- محظرة محم بن أحمد الحسني الاختيري (ت مطلع ق12هـ)
- محظرة الشيخ يحيى بن أبي سيد أحمد (ت في النصف الثاني من ق 11هـ)
- محظرة الشيخ أحمدو ولد أحمذي اليوسفي الحسني

## نشر العلم في المعمورة
ولم يقتصر إشعاع معارفهم على مرابع شنقيط وحدها بل امتدت أنواره تبدد ظلمات الجهل في آفاق واسعة من المعمورة، فلقد جابت كوكبة من أبناء هذا القبيل أنحاء شاسعة من أفريقيا وآسيا تنشر العلم وتدعو إلى الله.
في منطقة جلف في السينغال كان للعلامة أحمد المنى بن إنيه الحسني البنعمري (ت1400هـ) أثر مشهود في مناوءة الاستعمار وبث العلم والدعوة إلى الله، وفي المشرق الإسلامي كان للعلامة المجاهد الشيخ محمد أمين بن فال الخير الحسني الأعمري (ت1351هـ) أثر كبير في الإصلاح على مختلف الأصعدة العقدية والسياسية والاجتماعية بل والعسكرية... هذا الشيخ الذي خرج حاجا وزار الحجاز والأحساء والعراق والكويت والبحرين والهند.. طوف بهذه الآفاق يدعو إلى الله سبحانه وتعالى يحيي السنة ويميت البدعة، حيث كان خطيبا مفوها وعالما مربيا، وقد تكبد في سبيل الدعوة إلى الله الكثير من المشاق ولكنه في عاقبة أمره انتصر والتف حوله الكثير من الأشياع، وقد قاد هذا الشيخ معارك عديدة مع الاحتلال الإنجليزي في الكويت ونواحيها، وانتهى به التطواف إلى أن ألقى عصى التسيار بمدينة البصرة مرشدا ومدرسا، وقد خلد العراق ذكر هذا العالم الشنقيطي بأن أفرد له أول كتاب من سلسلة (من أعلام الفكر الإسلامي في البصرة).